# Cobra (Megan Thee Stallion)
Cobra è un singolo della rapper statunitense Megan Thee Stallion pubblicato il 3 novembre 2023 come primo estratto dal terzo album in studio Megan.

## Descrizione
Il brano è stato scritto dalla sola rapper, con la produzione di Bankroll Got It, Derrick Milano e Shawn "Source" Jarrett. Contiene inoltre un campionamento di una versione dal vivo del brano After the Cosmic Rain eseguito nel 1974 dai Return to Forever di Chick Corea e Stainley Clarke, con quest'ultimo accreditato come compositore.
Rappresenta la prima pubblicazione dell'artista all'indomani delle varie cause legali contro la precedente etichetta 1501 Certified Enterteiment di Carl Crawford (appoggiata dalla Roc Nation di Jay-Z), dopo aver riconosciuto delle incongruenze riguardo alla retribuzione suoi profitti discografici, oltre che agli introiti derivanti da tournée e merchandising alla mancata promozione riguardo al suo secondo album Traumazine. Tali eventi hanno portato la rapper a sciogliere il contratto nell'ottobre 2023, fondando nello stesso mese una propria etichetta discografica indipendente, la Hot Girl Productions.

## Video musicale
Il video, diretto da Douglas Bernardt, è stato reso disponibile il 26 gennaio 2024 attraverso il canale YouTube della rapper.

## Tracce
Testi di Megan Pete, musiche di Joel Banks, Taylor Banks, Shawn Jarrett, Derrick Gray e Stanley Clarke.
CD, download digitale
1. Cobra – 2:48

Download digitale – remix
1. Cobra (Rock Remix) (featuring Spiritbox) – 3:06

## Formazione
Hanno partecipato alle registrazioni, secondo le note di copertina:
- Megan Thee Stallion – voce
- Diggy Lessard – chitarra
- Bankroll Got It – produzione
- Shawn "Source" Jarrett – produzione
- Derrick Milano – produzione
- Leslie Brathwaite – missaggio
- Colin Leonard – mastering

## Classifiche
| Classifica (2023)         | Posizione massima |
| ------------------------- | ----------------- |
| Regno Unito               | 83                |
| Stati Uniti               | 32                |
| Stati Uniti (R&B/hip-hop) | 10                |